# محمد ضياء الدين
محمد ضياء الدين (30 نوفمبر 1932م - 7 أكتوبر 1978م)، مطرب وملحن سوري. ظهر لأول مرةٍ للجمهور السوري في خمسينيات القرن الماضي، عبر بث أغنيته في الإذاعة السورية "س ع" والتي كانت من ألحانه، ليبدأ رحلته عبر إذاعة دمشق، ملحنًا ومطربًا.

## حياته الفنية
بدأ محمد ضياء الدين في تأليف الألحان الموسيقية وهو لم يتجاوز العشرين من عمره، حيث لحّن أغنيةً بعنوان "س ع"، وتقدّم بها إلى برنامج "ركن الطلبة" في مطلع الخمسينات من القرن العشرين. أذاع البرنامج الأغنية بصوت محمد ضياء الدين وتم اعتماده ملحنًا ومطربًا في إذاعة دمشق من حينها.
وفي بداياته، وضع محمد ضياء الدين عددًا من الألحان التقليدية، وفي منتصف الخمسينات من القرن العشرين امتلأت صالات السينما بالأفلام الهندية بما فيها من أغاني ذات إيقاعات مرحة وسريعة، شاعت بين الناس ومنها أغنيتا "تام تام" و"سوكو سوكو". أعجب محمد ضياء الدين بأغنية "تام تام"، فأخذ موسيقاها وأعادَ صياغة لحنها ليجعلها أغنية جميلة، ووضع لها كلمات خفيفة. سجّل محمد ضياء الدين الأغنية بصوته في إذاعة دمشق، فحققت انتشارًا واسعًا وأصبحت أغنية الموسم التي تتردد على ألسنة الناس. كانت إذاعة دمشق تبثها عدة مرات يوميًا، كما انتشرت في الإذاعات العربية الأخرى.
تعرف محمد ضياء الدين على المطربة نعمت قسومة واسمها الفني (ندى)، وسرعان ما تزوجا وشكّلا ثنائيًا فنيًا باسم ضياء وندى، وقاموا بغناء أغانٍ من طراز (إيه حكايتك)، وقاما معًا بالاشتراك في فيلم يا حبيبي، وكانت الحوارات الغنائية وقتها شائعة في الأفلام المصرية بين عبدالحليم حافظ وشادية، وفريد الأطرش وشادية، أيضًا بين محمد عبد الوهاب من جهة ونجاة علي وراقية إبراهيم وغيرهن من جهةٍ أخرى، فخاض محمد ضياء الدين غِمار تلحين الحوارية الغنائية، وقدّمها مع زوجته ندى، فشكّل بذلك فتحًا جديدًا للأغنية في سوريا، إذ أن الحوارات الغنائية كانت قليلةً جدًا عند المطربين السوريين. ومن الحوارات التي لحنها وغناها مع زوجته ندى (حكاية حبنا، حبيتك، يا ساهي)، وكانا يقدمان غناءهما على مسارح دمشق وملاهيها إضافةً إلى إذاعة دمشق. قدّم حوارياتٍ عديدةً مع مطرباتٍ أخريات؛ فقدّم مع أحلام زينب حوارية (هالة)، ومع مواهب حوارية (الفقير).
ولحّن لعددٍ من المطربات والمطربين السوريين في مقدمتهم زوجته ندى، ومما لحّنه لها (مرجنا الأخضر، ميلي ما مال الهوى، يا تارك وردي، طل يا نور الشمس) وغيرها، وغنت أحلام زينب من ألحانه (عمري) كلمات عادل قره جولي، ولحّن لطروب الأغنية الدينية (يا رسول الله)، وغنّى بصوته بعض ألحانه مثل (لا ، البنت الحلوة) والأغنيتان كلمات مسلم برازي.

## انتقاله للقاهرة
مع قيام الوحدة بين سوريا ومصر عام 1958م انتقل محمد ضياء الدين وزوجته إلى القاهرة ليبدأ مرحلةً جديدةً من مسيرته الفنية، وفي القاهرة استطاع أن يحتلّ بسرعةٍ مكانةً فنيةً مرموقةً، فأخذ يُلَحِنْ للمطربين والمطربات في القاهرة. وتأثّر بمحمد فوزي في تلحينه لأغاني الأطفال، فسار على خُطاه، وقد قام بتلحين أغانٍ للأطفال، من أشهرها أغنية (البلونة) التي سجّلها للتلفزيون العربي السوري في إحدى زياراته لدمشق، وجاءت الأغنية على شكل حوارية طريفة مع الطفلةٍ الفنانة المعتزلة نسرين، ونالت شهرةً واسعةً، ومن أغنيات الأطفال التي اشتهرت له (ست الحبايب) و(قطتي لولو) و(اتفرج ياسلام).

## عنايته بالأغنية الشعبية
اعتنى محمد ضياء الدين بالأغنية الشعبية فأخذ أغاني من الفولوكلور السوري ومزجه مع الفولوكلور المصري ليصل إلى أغنيةٍ شعبيةٍ جديدةٍ لحنُها مزيجٌ من اللونين، ومن أهمّ ما قدّم في هذا المجال الأغنية الشعبية الحَمَوية (سكابا يا دموع العين سكابا) التي جعل الآلات الشعبية المصرية كالمزمار والمجوز البلدي تؤديها. وبعد وفاة زوجته ندى تزوج الممثلة نسرين التي كانت قد غنّت دويتو للأطفال معه في طفولتها باسم "البالونة"، وفي غناء عددٍ آخر من ألحانه للأطفال، وتابعت بعد زواجه منها تقدم ألحانه للأطفال. غنى محمد ضياء الدين في القاهرة قِسمًا من ألحانه، منها أغنية (كروان) كلمات مجدي نجيب، وأعطى قسمًا منها لمطربين ومطربات أُخريات. ومن ألحانه لغيره (بدوب في هواه) كلمات بخيت بيومي وغنتها صباح، و (هو انت يا واد قد سنية) لشريفة فاضل، ولحن لمحمد عبد المطلب (يا هوى قاسي) كلمات مجدي نجيب، لشادية (كلك حنية)، ولسعاد محمد (قبل ما تقول). وغنى من ألحانه بعض الممثلين مثل يوسف وهبي وحسين رياض. واستمر في عطائه حتى رحيله في القاهرة عام 1978م.

## قائمة أعماله

### تمثيل
- يا حبيبي 1960م - فيلم

### تلحين
- لقاء هناك - 1976م - فيلم - (لحن الأغنية)
- السلم الخلفي - 1973م - فيلم - (ألحان الأغاني)
- العاطفة والجسد - 1972م - فيلم - (ألحان الأغاني)
- العمياء - 1969م - فيلم - (الألحان والموسيقى التصويرية)
- أنا العدالة - 1961م - فيلم - (تأليف وتلحين الأغاني)
- غرام في السيرك - 1960م - فيلم - (ألحان)
- العتبة الخضراء - 1959م - فيلم - (ألحان أغنية "يا نار")
- مبقاش أنا - أغنية - أصالة نصري[4]

## وصلات خارجية
- محمد ضياء الدين على موقع IMDb (الإنجليزية)
- محمد ضياء الدين على موقع قاعدة بيانات الأفلام العربية
- محمد ضياء الدين على موقع ديسكوغز (الإنجليزية)